# 이동섭 (1956년)
이동섭(李銅燮, 1956년 11월 7일 ~ )은 대한민국의 정치인 겸 국기원장이다. 호(號)는 국태(國跆).

## 학력
- 고흥농업고등학교 졸업
- 용인대학교 체육학 학사
- 용인대학교 체육학 석사
- 명지대학교 정치외교학 학사
- 고려대학교 정치학 석사
- 국민대학교 법학 박사

## 경력
- 국기원 태권도 공인 9단
- 2004.09 ~ 2006.05 민주당 전국청년위원회 위원장
- 2004.10 ~ 2006.01 새천년민주당→민주당 서울특별시당 노원구 병 지역위원회 위원장
- 2007.10 ~ 2008.01 대통합민주신당 전국청년위원회 위원장
- 2007.12 제17대 대통령 선거 대통합민주신당 정동영 후보 전국청년선거대책위원장
- 2008.04 ~ 2008.05 통합민주당 전국청년위원회 위원장
- 2008.09 ~ 2008.12 나사렛대학교 객원교수
- 2008.12 ~ 2009.05 민주당 전국청년위원회 위원장
- 2010.03 대한장애인태권도협회 부회장
- 2011.03 국민대학교 법과대학 겸임교수 (법학박사)
- 2011.12 ~ 2013.04 민주통합당 서울특별시당 노원구 병 지역위원회 위원장
- 2011.12 민주통합당 서울특별시당 상근 수석부위원장
- 2012.01 서울특별시체육회 부회장
- 2013.04 ~ 2014.03 민주당 사무부총장
- 2013.04 ~ 2014.03 민주당 서울특별시당 노원구 병 지역위원회 위원장
- 2014.08 국민생활체육 서울특별시태권도연합회 회장
- ~ 2015 새정치민주연합 사무부총장
- 2015.06 ~ 생활체육 세계태권도연맹 회장
- 2016.04 제20대 국회의원 총선거 안철수 후보 비서실장
- 2016.05 국민의당 원내부대표
- 2016.05 ~ 2020.03 제20대 국회의원 (비례대표, 국민의당→바른미래당→무소속→미래통합당→민생당, 초선)
  - 2016.06 ~ 2018.02 제20대 국회 전반기 교육문화체육관광위원회 위원
  - 2016.06 ~ 2018.03 제20대 국회 평창동계올림픽 및 국제경기대회지원 특별위원회 간사
  - 2018.02 ~ 2018.05 제20대 국회 전반기 교육문화체육관광특별위원회 간사
  - 2018.07 ~ 2020.03 제20대 국회 후반기 문화체육관광위원회 간사
  - 2018.07 ~ 2020.03 제20대 국회 후반기 문화체육관광위원회 간사
  - 2018.09 제20대 국회 헌법재판소장(유남석) 임명동의에 관한 인사청문특별위원회 위원
  - 2018.10 ~ 2019.06 제20대 국회 남북경제협력특별위원회 위원
  - 2019.09 ~ 2020.03 제20대 국회 후반기 국회운영위원회 간사
- 2016.07 ~ 유네스코한국위원회 위원
- 2016.12 ~ 2017.01 국민의당 비상대책위원장 비서실장
- 2017.01 ~ 2017.02 국민의당 원내대변인
- 2017.02 ~ 2018.02 국민의당 조직위원회 위원장
- 2017.03 국회의원 태권도연맹 총재
- 2017.04 ~ 2017.05 국민의당 중앙선거대책위원회 대외협력위원장
- 2018.02. 국민의당 중앙선거관리위원회 위원장
- 2018.02 ~ 2018.03 바른미래당 인재영입위원장
- 2018.05 ~ 2018.06 바른미래당 중앙선거대책위원회 총괄조직본부장
- 2018.02 ~ 2019.05 바른미래당 원내부대표 (당무)
- 바른미래당 서울특별시당 공동위원장
- 2019.05 ~ 2020.02 바른미래당 경기도당 용인시 갑 지역위원회 위원장
- 2019.05 ~ 2020.02 바른미래당 원내수석부대표
- 2020.03 ~ 2020.04 제21대 국회의원 선거 서울특별시 노원구 을 미래통합당 국회의원 후보
- 2020.05 ~ 2020.09 미래통합당 서울특별시당 노원구 을 당원협의회 위원장
- 2020.09 ~ 2024.01 국민의힘 서울특별시당 노원구 을 당원협의회 위원장
- 국민의힘 서울특별시당 문화체육위원장
- 2021.01 ~ : 국기원 원장
- 2021.03 ~ 2021.04 : 국민의힘 4·7재보궐선거 서울시장 보궐선거 선거대책위원회 조직본부 1본부 문화체육위원장
- 2023.09 : 국민의힘 서울특별시당 문화체육특별위원회 위원장
- 2023.12 ~ 2024.02 제22대 국회의원 선거 경기 용인시 갑 국민의힘 국회의원 예비후보
- 2024.03 ~ 2024.04 제22대 국회의원 선거 이원모 경기 용인시 갑 국민의힘 국회의원 후보 선거대책위원회 공동선거대책위원장
- 2025.04 ~ 2025.04: 국민의힘 나경원 제21대 대통령 선거 경선후보 나경원 캠프 자문단

## 역대 선거 결과
|  | 2.77% |

|  | 9.95% |

|  | 26.74% |

|  | 36.52% |

## 소속 정당
| 소속 정당 | 소속 정당      | 소속 기간 | 비고      |
| --------- | -------------- | --------- | --------- |
|           | 새정치국민회의 | 1999~2000 | 정계 입문 |
|           | 새천년민주당   | 2000      | 합당      |
|           | 무소속         | 2000      | 탈당      |
|           | 민주국민당     | 2000~2004 | 창당      |
|           | 무소속         | 2004      | 정당 해산 |
|           | 새천년민주당   | 2004~2005 | 복당      |
|           | 민주당         | 2005~2007 | 당명 변경 |
|           | 중도통합민주당 | 2007      | 합당      |
|           | 무소속         | 2007      | 탈당      |
|           | 대통합민주신당 | 2007~2008 | 창당      |
|           | 통합민주당     | 2008      | 합당      |
|           | 민주당         | 2008~2011 | 당명 변경 |
|           | 민주통합당     | 2011~2013 | 합당      |
|           | 민주당         | 2013~2014 | 당명 변경 |
|           | 새정치민주연합 | 2014~2015 | 합당      |
|           | 무소속         | 2015~2016 | 탈당      |
|           | 국민의당       | 2016~2018 | 창당      |
|           | 바른미래당     | 2018~2020 | 합당      |
|           | 민생당         | 2020      | 합당      |
|           | 무소속         | 2020      | 탈당      |
|           | 미래통합당     | 2020      | 입당      |
|           | 국민의힘       | 2020~현재 | 당명 변경 |

## 같이 보기
- 대한민국 제20대 국회의원 선거 국민의당 후보 목록#비례대표

## 가족 관계
- 어머니 : 박순례( ~ 2021년 12월 23일)
- 형제동생 : 이명섭, 이삼섭